# Victoria Osteen

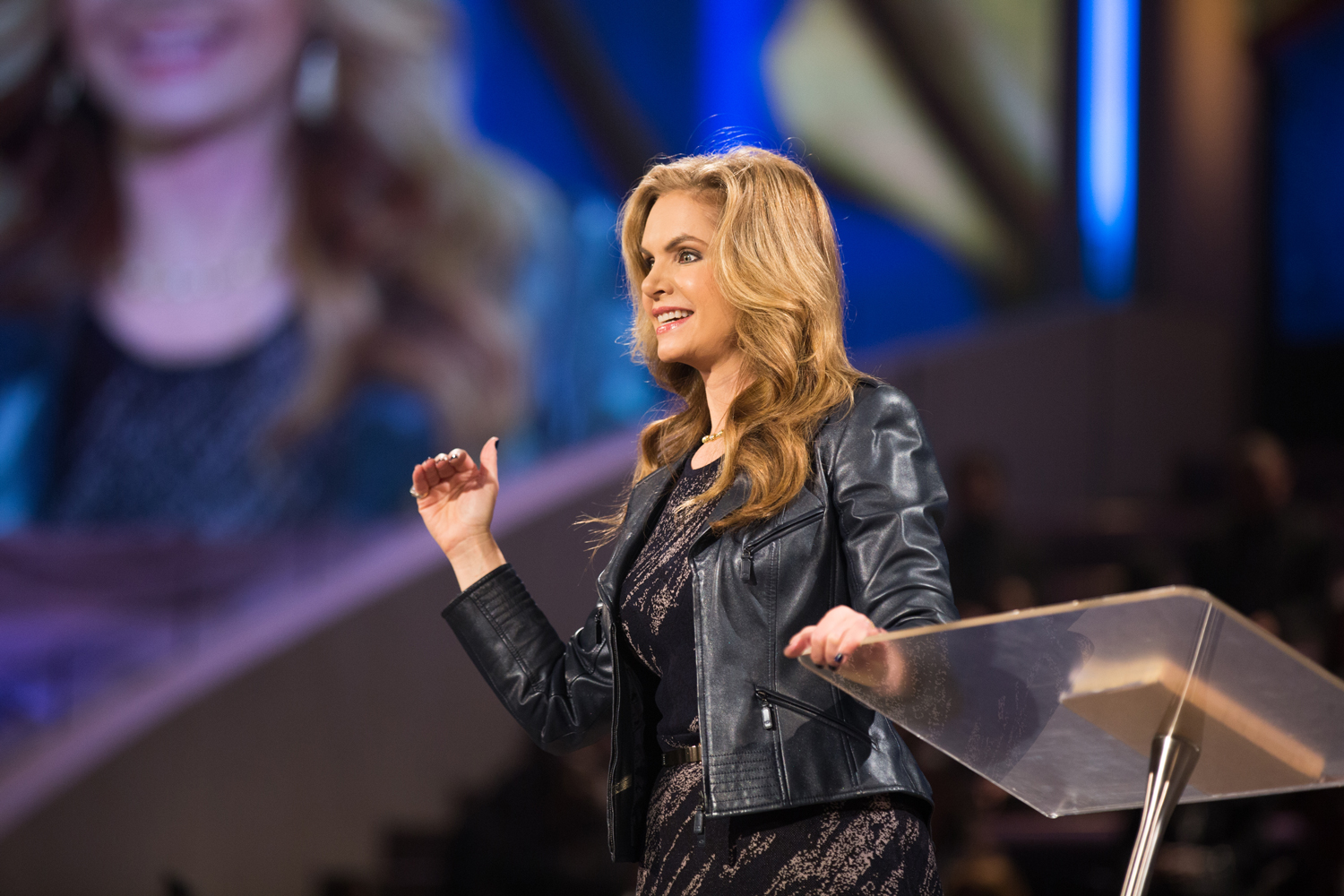
Victoria Osteen

Victoria Osteen (* 28. März 1961 in Huntsville (Alabama)) ist eine amerikanische Unternehmerin, Motivationstrainerin und Co-Predigerin der Lakewood Church in Houston, Texas. Jede Woche verfolgen mehr als 45.000 Menschen ihre Vorträge live vor Ort sowie weitere acht Millionen Menschen weltweit über ihre TV-Sendungen. Meistens moderiert sie zusammen mit Joel Osteen.
In Deutschland werden die Sendungen u. a. wöchentlich von God TV sowie CNBC Europe übertragen. Darüber hinaus ist sie Autorin diverser internationaler Bestseller und Kinderbücher. Die von ihr herausgegebene Kinderbibel „Growing up in Faith“ ist das in den USA mit Abstand  meistverkaufte Werk dieser Art. Die Bibel wurde in mehr als zehn Sprachen übersetzt.
Sie ist verheiratet mit Joel Osteen, hat zwei Kinder und ist eng mit Joyce Meyer befreundet.

## Publikationen
- Daily Readings from Love Your Life: Devotions for Living Happy, Healthy, and Whole. Free Press 2011
- Gifts from the Heart. Little Simon Inspirations 2010
- Unexpected Treasures. Little Simon Inspirations 2009
- Love Your Life: Living Happy, Healthy & Whole: Living Happy, Healthy and Whole. Simon & Schuster 2008